# Бораганский, Ильяс
Илья́с Мурза́ Борага́нский (Барага́нский; 22 апреля 1852, Бахчисарай, Таврическая губерния — 1942, Уфа или Стерлитамак, Башкирская АССР) — крымскотатарский каллиграф, издатель, просветитель, тюрколог, книгоиздательским делом занимался в течение 50 лет.

## Биография
Родился в 1852 году в Бахчисарае в крымскотатарской дворянской семье. Обучался в местном приходском мектебе и в медресе, учился искусству каллиграфии. Пятнадцатилетним мальчиком поехал в Турцию, 7 лет изучал издательское дело в Стамбуле. В 1874 году окончил Стамбульский университет.
Вернувшись в Бахчисарай, выполнял заказы, связанные с переводами восточных текстов, занимался гравировкой на стекле и металле.
С 1882 года жил в Санкт-Петербурге. В 1893 году открыл первую мусульманскую типографию «Восточная электро-печатня» с арабским шрифтом и печатью на арабском, русском, турецком языках и на фарси. В конце 1880-х годов занимал должность каллиграфа в Министерстве иностранных дел Российской империи. С 1898 по 1908 год состоял лектором турецкого языка на кафедре турецкой и татарской словесности факультета восточных языков Петербургского университета. Вёл педагогическую и благотворительную деятельность, обеспечивал работой одарённую молодёжь из Крыма и других тюрко-мусульманских регионов России. Так, некоторое время в типографии Бораганского трудились известные в будущем крымскотатарские интеллектуалы О. Акчокраклы и И. Леманов.
К запрету правительством в 1911 году издавать мусульманские произведения, в типографии печатались книги по истории и культуре Крыма, научная, религиозная, учебная, художественная литература. Среди прочего, в переводе на крымскотатарский язык изданы «Женитьба» Н. В. Гоголя и басни И. А. Крылова (перевёл О. Акчокраклы), «Серая шейка» Д. Н. Мамина-Сибиряка (пер. Дж. Меинов), также выпущены «Избранные сочинения» Абая Кунанбаева, явившиеся первой книгой стихов и песен знаменитого казахского поэта и просветителя.
В его типографии печатали востоковедческие труды учёные Санкт-Петербурга (В. Д. Смирнов, А. Н. Самойлович и др.).
За качественную полиграфию, художественное оформление книг издателя и предприятие царская власть отметила знаком «За усердия в искусстве».
В 1919 году получил заказ на издание в типографии на татарском языке газеты «Салават» для Башкирской конной дивизии — в связи с её введением в Петроград для защиты от сил Юденича.
В 1920 году вынуждено переехал из Петрограда в Башкирию — Стерлитамак, где женился и продолжил заниматься книгоиздательством.
В 1922 году правительство советского Башкортостана официально поздравило его с 70-летием.
Дата смерти точно неизвестна — в различных источниках указывается 1924, 1934 и 1942 год. По И. Заатову, Бораганский умер в 1924 году в Стерлитамаке.